# Carl Beck (Politiker, 1869)

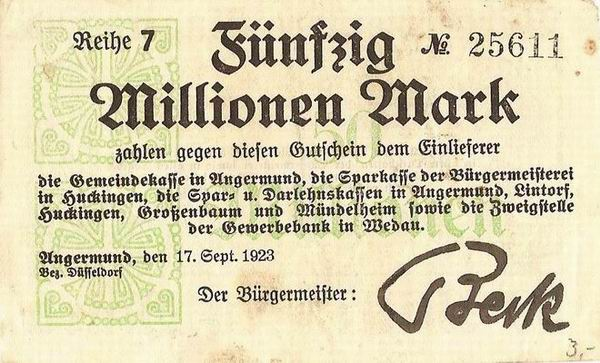
Notgeld Angermund 1923 mit der Unterschrift von Carl Beck.

Carl (auch Karl) Beck (* 21. Juli 1869 in Züsch, Bürgermeisterei Hermeskeil, Kreis Trier, als Johann Peter Carl Beck; † 22. August 1928 im Augusta-Krankenhaus in Düsseldorf-Rath) war ein deutscher Politiker (Deutsche Zentrumspartei), Abgeordneter im Preußischen Landtag und Bürgermeister von Angermund.

## Familie
Seine Eltern waren der Forstaufseher Johann Matthias Beck und Anna Maria Leuck in Züsch.
Bei seinem Tod hinterließ Carl Beck seine Frau Maria geb. Mayer und seine Tochter Maria Beck. Er wohnte zuletzt im Haus Angermund 105 d (später Kalkumer Str. 34, heute Angermunder Str. 34; das ursprüngliche Haus wurde in den 1970er Jahren durch einen Neubaukomplex ersetzt).

## Wirken als Politiker
Carl Beck war von 1909 bis zu seinem Tod 1928 Bürgermeister von Angermund. Angermund war eine Landbürgermeisterei, die seit 1857 aus der Titularstadt Angermund, Rahm, Großenbaum sowie den Gemeinden Huckingen, Lintorf und Mündelheim (mit Ehingen und Serm) bestand.
In Becks Amtszeit fallen vor allem die Ruhrbesetzung und die Inflation. Um Reparationsforderungen durchzusetzen, besetzten französische Truppen von Januar 1923 bis August 1925 auch Angermund. In der letzten Phase der Inflation musste Beck von August bis November 1923 für die Bürgermeisterei Angermund Notgeld herausgeben. Die in kurzer Folge in mehreren „Reihen“ emittierten „Gutscheine“ waren nur einseitig bedruckt und hatten verschiedene Nennwerte. Diese stiegen von 500.000 Mark im August bis auf 5 Billionen Mark im November und trugen überwiegend Becks Unterschrift. Mit Rücksicht auf die sprunghafte Geldentwertung zahlte die Bürgermeisterei Angermund am Montag, 5. November 1923 an die Erwerbslosen nicht nur die Erhöhungen für die abgelaufene Woche aus, sondern auch die laufende Unterstützung für die Tage Montag, Dienstag und Mittwoch (5. bis 7. November 1923). Mit Einführung der Rentenmark (wertgleich mit der späteren Reichsmark) war die Inflation in Deutschland am 15. November 1923 beendet. Da die neue Rentenmark nur allmählich in Umlauf gesetzt werden konnte, war die Papiermark mit dem festen Umrechnungsfaktor 1 Billion Mark = 1 Rentenmark noch bis Anfang 1925 gültig.
Auch nach dem Ende der Ruhrbesetzung und der Inflation blieb Beck Angermunder Bürgermeister. 1925 wurde er auch in den Landtag des Freistaats Preußen gewählt.
Ende 1927 wurden die Landbürgermeistereien der Rheinprovinz in Ämter umbenannt. Beck war nun Bürgermeister des Amtes Angermund. Seine Mandate als Bürgermeister und preußischer Landtagsabgeordneter übte Beck bis zu seinem überraschenden Tod aus.
Akten aus Becks langjähriger Tätigkeit als Bürgermeister sind im Stadtarchiv Duisburg
und im Archiv des Angermunder Kulturkreises überliefert.

## Schützenwesen
Im Jahr 1911, beim 400-jährigen Stiftungsfest der St. Sebastianus Schützenbruderschaft Angermund-Rahm, war Bürgermeister Carl Beck der Vorsitzende des Festausschusses.
Als die Huckinger Schützenbruderschaft 1926 ihr 100-jähriges Bestehen feierte, übernahmen Bürgermeister Carl Beck, Fritz Feuster, Beigeordneter der Bürgermeisterei Angermund, und der Gemeindevorsteher Josef Rödiger aus Großenbaum den Vorsitz im Ehrenausschuss der Huckinger Bruderschaft.

## Auszeichnungen und Ehrungen
Beck war Träger des Ehrenkreuzes Pro Ecclesia et Pontifice und anderer Auszeichnungen.
In Lintorf erhielt die ehemalige Viehstraße nach dem Tod von Bürgermeister Beck den Namen Karl-Beck-Straße. Die Nationalsozialisten benannten die Straße erneut um: diesmal nach dem Kaiserlichen Marineoffizier Maximilian von Spee. Nach dem Zweiten Weltkrieg wurde „die bisherige Admiral-Graf-von-Spee-Straße ihres militärischen Charakters entkleidet und heißt seitdem schlicht und einfach Speestraße. Eine Bezeichnung, die sich auf Friedrich von Spee bezieht, den dichtenden Jesuiten aus Kaiserswerth, der im 17. Jahrhundert als einer der ersten den Mut aufbrachte, in aller Öffentlichkeit den Hexenwahn zu bekämpfen.“
Heute ist die Straße Lintorfs Haupteinkaufsstraße.

## Anmerkung
1. ↑  1926 bezog man sich noch auf das älteste vorhandene Statut aus dem Jahre 1826 und nicht, wie die Bruderschaft es heute tut, auf den ältesten geschichtlichen Nachweis, die Königsplakette des Jahres 1687.